# Municipio de Bordentown
El municipio de Bordentown (en inglés: Bordentown Township) es un municipio ubicado en el condado de Burlington en el estado estadounidense de Nueva Jersey. En el año 2010 tenía una población de 11.367 habitantes y una densidad poblacional de 473,63 personas por km².

## Geografía
El municipio de Bordentown se encuentra ubicado en las coordenadas 40°8′51″N 74°41′54″O / 40.14750, -74.69833.

## Demografía
Según la Oficina del Censo en 2000 los ingresos medios por hogar en el municipio eran de $60,131 y los ingresos medios por familia eran $71,627. Los hombres tenían unos ingresos medios de $45,604 frente a los $35,115 para las mujeres. La renta per cápita para la localidad era de $26,934. Alrededor del 2.8% de la población estaba por debajo del umbral de pobreza.